# Conselho dos Dez

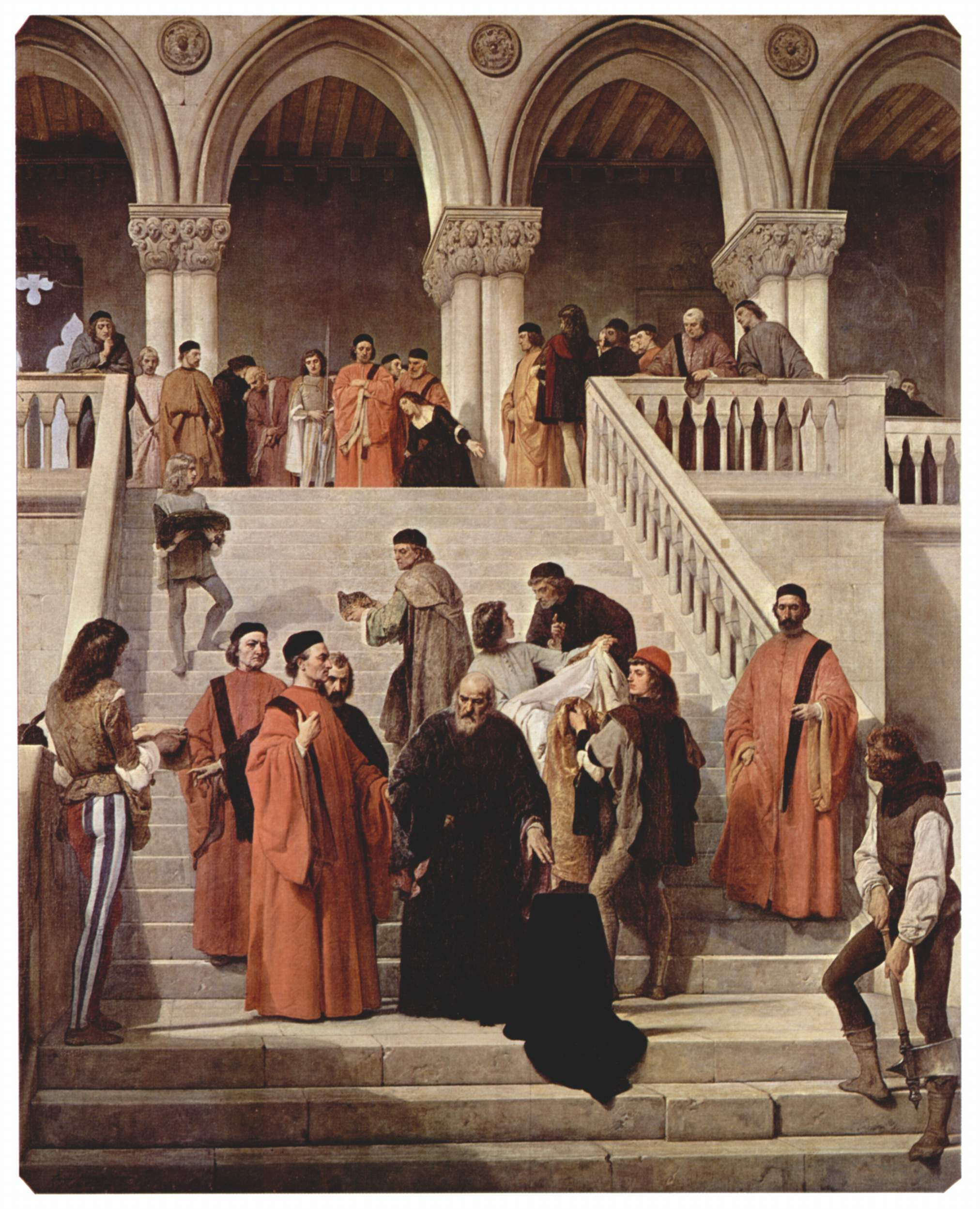
Os Dez assistindo à decapitação de Marino Faliero, quadro de Francesco Hayez.

O Conselho dos Dez (em vêneto, Consejo de i Diexe, frequentemente designado apenas os Dez) – foi, de 1310 até à queda da República de Veneza em 1797, um dos principais órgãos, comité executivo e judicial, do governo da República de Veneza responsável pela segurança do Estado.

## História
O Conselho dos Dez foi criado em 10 de julho de 1310, em reação ao complô de Bajamonte Tiepolo, membro de uma das mais importantes e mais antigas famílias de patrícios, para inverter o sistema oligárquico e instaurar uma ditadura personalizada. Tiepolo rendeu-se ao doge e teve a vida salva sob condição de se exilar na Dalmácia. Mas o Maggior Consiglio, órgão supremo da República de Veneza, decidiu criar um conselho com o intuito de prevenir futuros perigos similares. Embora criado de origem para apenas vigorar por um período de dois meses, a sua autoridade foi sendo sempre renovada, até ficar como órgão permanente em 1334. Recebeu poderes especiais para reprimir as conjuras e garantir a segurança do Estado.
Em 1355 a conjura do doge Marino Faliero, destinada a criar um senhorio hereditário baseado no modelo continental, foi descoberta. Os conjurados foram executados e o doge foi decapitado na Scala dei Giganti onde tinham lugar as coroações.
Em 1457 o Conselho destituiu o doge Francesco Foscari por causa da rivalidade entre fações de nobres.
Em 1468 o Grande Conselho (Maggior Consiglio) discutiu o aumento do poder do Conselho dos Dez e a oportunidade de limitar os seus poderes, mas a assembleia limitou o poder às questões urgentes e os limites propostos nunca foram aplicados.
O Conselho  dos Dez instituiu em 1539, a função dos três inquisidores de Estado, um tribunal secreto que deveria reprimir todas as ameaças contra o Estado.
Em 1540, este conselho enviou Luigi Badoer para negociar a paz com Solimão, o Magnífico em Basileia, após o abandono das cidades do Peloponeso. Em 1573, ordenou a Marco Antonio Barbaro fazer a paz com Selim II, também em Basileia. O tratado foi assinado e ratificado mesmo antes de ser negociado.

### A questão Renier Zen
Em 1627, Renier Zen, um dos chefes dos Dez começou uma campanha contra o que considerava a tirania e corrupção por parte do Conselho. O pretexto para a insatisfação foi a indisponibilidade do Conselho em se opor ao doge Giovanni I Cornaro, que tinha nomeado os membros de sua família para cargos em clara violação da lei da República. Em 27 de outubro de 1627, numa reunião do Grande Conselho, Zen foi acusado de corrupção da família Cornaro, e as eleições foram mesmo anuladas, não tendo mais sanções.
Em 30 de dezembro de 1627, Renier Zen foi atacado por homens mascarados que mais tarde foram encontrados e entre eles estava Giorgio Cornaro, o filho do Doge. Na reunião de 23 de julho de 1628, Zen acusou o doge e os Dez de tentar derrubar o governo da República. No final do dia, os Dez reuniram-se e votaram a prisão e exílio de Renier Zen.
A partir desse momento, o Grande Conselho começou a reagir, nomeando uma comissão especial de corretores para examinar as propostas de reforma. No entanto, em setembro, ele foi completamente dominado por questões processuais. Mesmo querendo perdoar Zen, não conseguiu produzir reformas significativas. Os Dez perderam a capacidade de rever decisões do Grande Conselho, e a Zonta foi oficialmente dissolvida, mantendo, no entanto, poderes incontroláveis.

### O declínio
Na segunda metade do século XVII, o poder do Conselho começou a declinar. Mantendo ainda a autoridade oficial, foi incapaz de prevenir a corrupção, tanto no seio dos seus próprios membros como na república. Ficou em funcionamento até ao fim da república e foi dissolvido em 1797.

## Composição
Os conselheiros eram eleitos a cada dois meses, e depois, a cada dois anos, pelo Grande Conselho (Maggior Consiglio). Na prática, as sessões foram alargadas até aos 17 membros, incluindo o doge e a Senhoria. Para as questões importantes, o número podia aumentar por convocatória de um certo número de senadores, formando assim a Zonta, mas esta prática foi raramente usada após 1583.
Os membros do Conselho não podia ser eleitos duas vezes consecutivas e dois membros de uma mesma família não o podiam integrar em simultâneo.
O Conselho era liderado por três chefes eleitos entre os membros com um mandato de um mês em que estavam hospedados no Palácio dos Doges, para prevenir a corrupção, presidido pelo doge e a Senhoria de Veneza (na verdade, uma tal presidência não era necessária para o funcionamento do Conselho).
Os membros do Conselho deveriam ser incorruptíveis e cegamente devotados à causa da República. Tinham que expressar a dimensão dos seus sentimentos, evitar qualquer reunião ou festa pública e não deixar Veneza, a não ser em casos absolutamente excecionais.
Os Dez senadores eram distinguidos pelo seu pequeno chapéu preto e um lenço negro sobre uma toga vermelha.

## Funções
O Conselho era oficialmente encarregado da segurança da República e de preservar o governo de complots e da corrupção.
Os Dez reuniam-se todos os dias, e nada do que se discutia devia passar para fora da reunião. Segundo o jornalista e historiador Indro Montanelli: « os Dez envolviam-se num halo misteriosos e tornavam-se inacessíveis».
Os inquéritos eram realizados com base em informações fornecidas pelos Capi di Sestiere, os informantes do Conselho, que foram recebidos por este três vezes por semana, e em denúncias secretas recolhidas nas Boche delle Denuntie ou Boche de Leon (bocas  de denúncias ou bocas de leões) dispostas pela cidade e no interior do Palácio dos Doges. As acusações levaram a julgamentos na presença de um advogado para defender o acusado. Se condenado, a execução era rápida e secreta, muitas vezes por decapitação, enforcamento ou afogamento nas águas da lagoa.

## Posteridade literária e artística
- Na ópera Il Bravo (1839) de Saverio Mercadante, a personagem principal é um assassino a soldo ao serviço do Conselho, que o faz crer que o seu velho pai está aprisionado. Mas este morre na prisão sem que os Dez o revelem ao filho.
- A segunda cena do Ato III da ópera Marino Faliero de Gaetano Donizetti (1835) desenvolve-se no Conselho dos Dez que julga a conjura do doge Faliero.
- O Conselho dos Dez é personagem da ópera de Giuseppe Verdi I due Foscari (1844).